# Воля-Павловська (Ліпський повіт)
Воля-Павловська (пол. Wola Pawłowska) — село в Польщі, у гміні Солець-над-Віслою Ліпського повіту Мазовецького воєводства.
Населення — 281 особа (2011).
У 1975-1998 роках село належало до Радомського воєводства.

## Демографія
Демографічна структура станом на 31 березня 2011 року:
|          | Загалом | Допрацездатний вік | Працездатний вік | Постпрацездатний вік |
| -------- | ------- | ------------------ | ---------------- | -------------------- |
| Чоловіки | 146     | 23                 | 96               | 27                   |
| Жінки    | 135     | 17                 | 68               | 50                   |
| Разом    | 281     | 40                 | 164              | 77                   |